# Comské jezero
Comské jezero, též Komské jezero (italsky Lago di Como nebo Lario podle latinsky názvu Lacus Larius) je fjordovité jezero v severní Itálii v Alpách, jež se v podobě vidlice „Y“ rozdvojuje k jihu (Lago di Lecco). Má rozlohu 146 km² a se svou maximální hloubkou 410 m patří mezi nejhlubší v Evropě. Leží v nadmořské výšce 198 m.
Nachází se na území provincií Como a Lecco v Lombardii. Po Gardském jezeře a Lago Maggiore je třetí největší v Itálii. Je bohaté na ryby.
Protože je (podle různých zdrojů) nadmořská výška hladiny 197–198 m a největší hloubka činí 410–425 m, jde tedy u tohoto jezera o tzv. kryptodepresi (dno pod úrovní mořské hladiny).

## Pobřeží
Jeho břehy jsou většinou prudké a skalnaté. Na východní a severozápadní straně je sevřeno poměrně vysokými horskými masivy Alp (Monte Legnone, 2 609 m). Leží v místech, kde se v minulosti posunoval Addský ledovec a u Alta Brianza se rozděluje na dvě části. Jezero na severu začíná u města Colico a na jihu končí jihozápadní rameno u města Como a jihovýchodní rameno u města Lecco. Délka břehů činí přibližně 160 km.

## Vodní režim

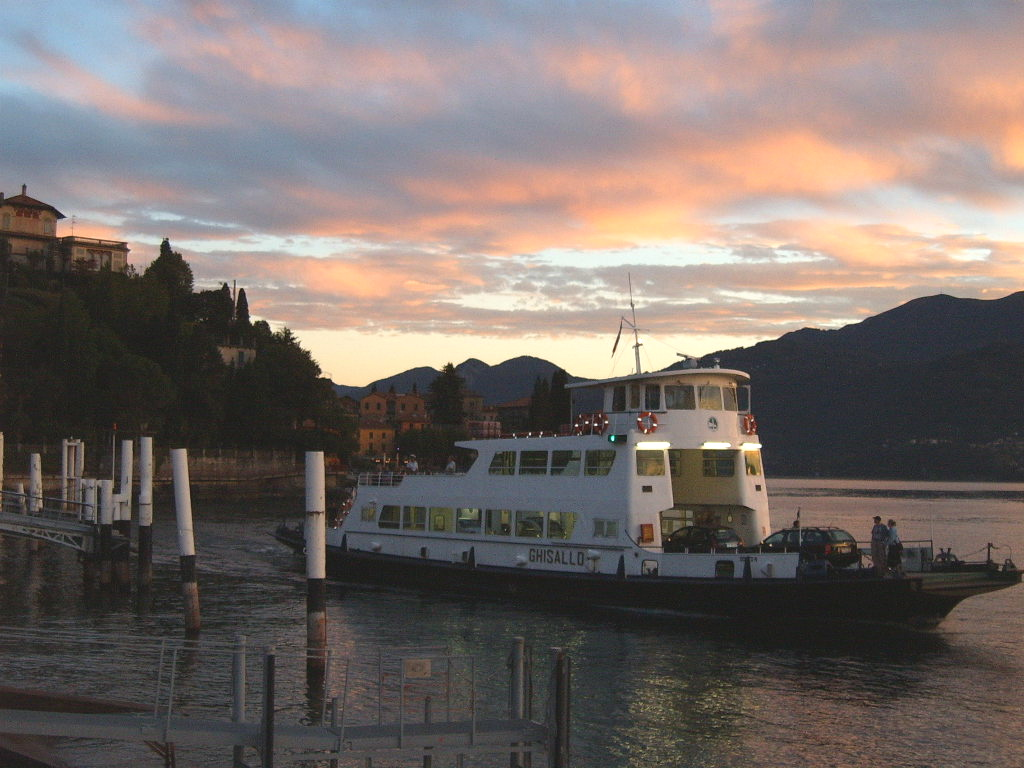
Trajekt Ghisallo, Varenna

Comským jezerem protéká řeka Adda (levý přítok řeky Pád). Vlévá se do jezera u Colica a odtéká u Lecco. Do jihozápadního ramene žádný významný přítok nevtéká. Druhým nejvýznamnějším přítokem je řeka Mero, přitékající z jezera Lago di Mezzola.

## Využití
Díky mírnému podnebí v okolí roste bohatá vegetace. Jezero je vyhledávaný turistický cíl s množstvím lázeňských míst a parků. Na jezeře je rozvinuté rybářství (pstruh, síh, kapr) a místní lodní doprava. Existuje lodní spojení mezi městy Varenna, Menaggio a Bellagio.

## Obce a sídla

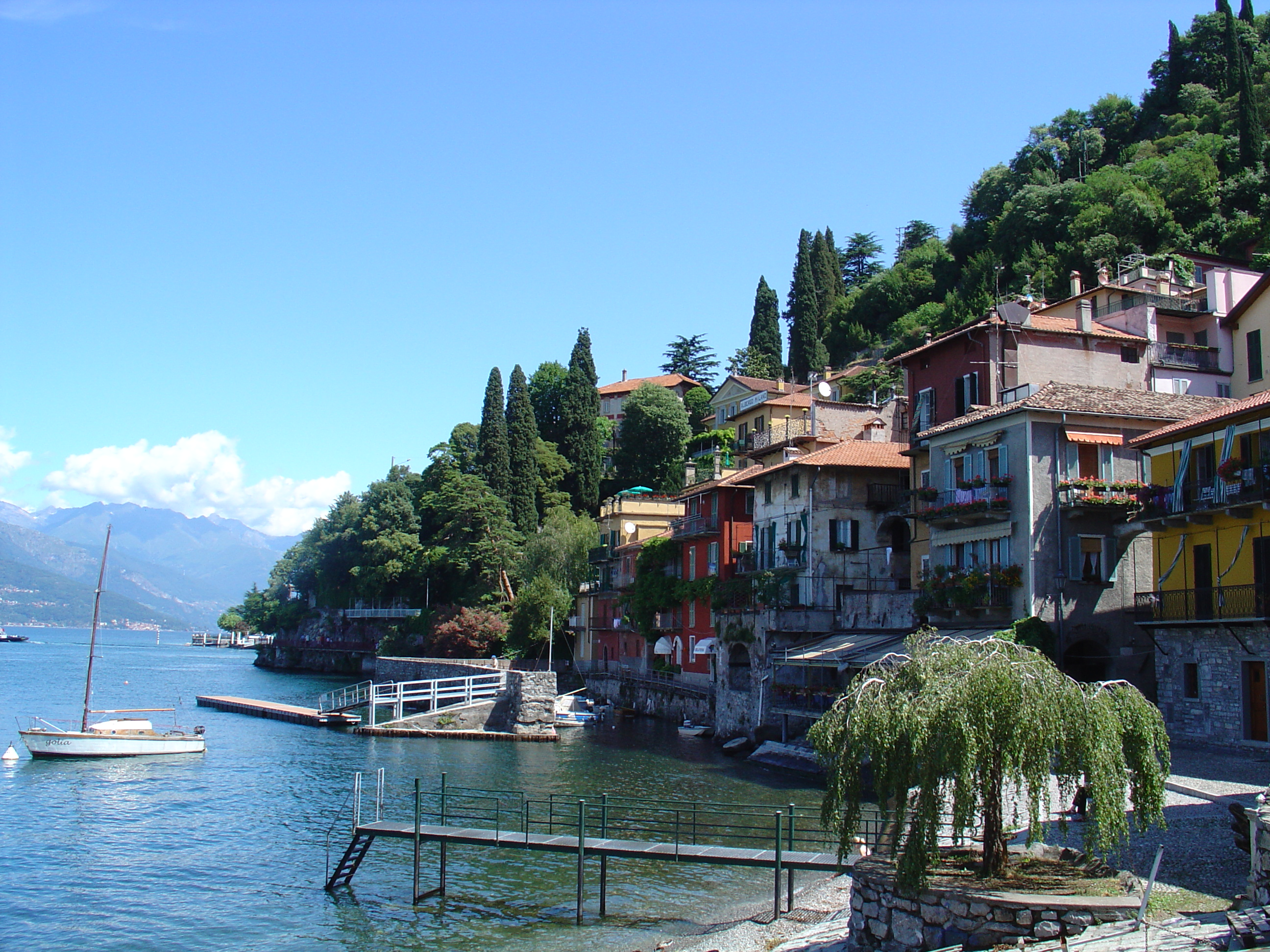
Břeh jezera u Varenny

Jezero zasahuje na území dvou italských provincií, které obě patří do regionu Lombardie:
- východní břeh (Provincie Lecco) – jezero zasahuje na území obcí Oliveto Lario, Valmadrera, Malgrate, Lecco, Abbadia Lariana, Mandello del Lario (včetně části obce na jihozápadním břehu), Lierna, Varenna, Perledo, Bellano, Dervio, Dorio, Colico
- západní břeh (Provincie Como) – jezero zasahuje na území obcí Bellagio, Lezzeno, Nesso, Pognana, Faggeto Lario, Torno, Blevio, Como, Cernobbio, Moltrasio, Carate Urio, Laglio, Brienno, Argegno, Colonno, Tremezzo, Griante, Menaggio, San Siro, Cremia, Pianello del Lario, Musso, Dongo, Gravedona, Domaso, Vercana, Gera Lario, Sorico, jeho břehy také omývají obce Valbrona

Je zde mnoho lázní, z nichž větší jsou právě hlavní města provincií Como a Lecco.
- západní břeh (z jihu na sever) – Como, Cernobbio, Moltrasio, Brienno, Argegno, Ossuccio, Lenno, Mezzegra, Tremezzo, Cadenabbia, Menaggio, Dongo, Gravedona, Domaso
- východní břeh (z jihu na sever) – Lecco, Varenna, Bellano, Colico
- jižní břeh (ze západu na východ) – Como, Blevio, Bellagio, Malgrate, Lecco